# Esmeer
Het Esmeer is een meertje in de Nederlandse provincie Drenthe dat tussen Bovensmilde en Veenhuizen ligt. Dit meertje is het overblijfsel van een pingo, ook wel pingoruïne of vorstheuvel genoemd. Deze is ontstaan in de laatste ijstijd in Nederland, het Weichselien.
Het Esmeer is nagenoeg rond van vorm met een diameter van 500 meter en is daarmee de grootste pingoruïne van Drenthe. Het meer ligt te midden van bossen die werden aangeplant als werkverschaffingsproject door gevangenen uit Veenhuizen en worden beheerd door Staatsbosbeheer. Aan de zuidzijde van het meertje ligt nog wat heide, dat nooit ontgonnen is.
Op de kaart van 1851-1855 ligt het Esmeer te midden van 'woeste grond' van het Kolonie Veld. Dit is een kleine waterloop die vanaf het meer in noordwestelijke richting stroomt om uit te komen in de Kolonievaart. Het is dan al een groot open water en niet zoals bij veel pingoruïnes een depressie die dichtgegroeid is met veen. Op de Franse kaart van 1811-1813 heet het water nog het Esch Meer. De geomorfologische kaart laat zien dat de pingoruïne op een ondergrond van keileem ligt (grondmorenevlakte) en dat hij omzoomd wordt door dekzandwelvingen aan noord- en oostzijde, terwijl de zuidzijde uit een hoogveenvlakte bestaat. Dit hoogveen valt binnen het natuurgebied. De hoogtekaart laat zien dat rondom het Esmeer een wal aanwezig is. Deze is in het zuidoostelijk deel het meest reliëfrijk en het hoogst.
Het meer is te bereiken via een parallelweg aan de 'stille zijde' van de Kolonievaart langs de N 919 vlak bij Huis ter Heide. Er is een wandelroute van 3,1 kilometer die deels langs noordelijke zijde van het meer gaat.